# Суасон (округ)
Суасон (фр. Soissons) — округ (фр. Arrondissement) во Франции, один из округов в регионе О-де-Франс. Департамент округа — Эна. Супрефектура — Суасон.
Население округа на 2018 год составляло 107 707 человек. Плотность населения составляет 80 чел./км². Площадь округа составляет 1 349,69 км².

## Состав
Кантоны округа Суасон (после 22 марта 2015 года):
- Вик-сюр-Эн (частично)
- Виллер-Котре (частично)
- Суасон-1
- Суасон-2
- Фер-ан-Тарденуа (частично)

Кантоны округа Суасон (до 22 марта 2015 года):
- Брен
- Вайи-сюр-Эн
- Вик-сюр-Эн
- Виллер-Котре
- Суасон-Север
- Суасон-Юг
- Ульши-ле-Шато